# Marita Payne (cestista)
Marita Payne (Melbourne, 25 novembre 1981) è un'ex cestista australiana.

## Carriera
È stata selezionata dalle Connecticut Sun al terzo giro del Draft WNBA 2006 (42ª scelta assoluta).
Con l'Australia ha disputato le Universiadi di Smirne 2005.